# Luis Justo y Villanueva
Luis Justo i Villanueva (Madrid, 1836 - 1880) va ser un químic i enginyer industrial espanyol, el primer president de l'Associació d'Enginyers Industrials de Barcelona. Com a director del laboratori de l'Institut Agrícola Català de Sant Isidre, va ser un promotor de la indústria del cava català i el gran introductor a l'Estat Espanyol de les innovacions en l'agricultura pròpies de la il·lustració.

## Biografia
Nascut en el carrer del Turco de Madrid en 1836, va obtenir el doctorat com a Enginyer Industrial en les primeres promocions del Reial Institut Industrial, avui Escola Tècnica Superior d'Enginyers Industrials de la Universitat Politècnica de Madrid. A l'any següent es va doctorar en ciències físiques i químiques.
Va ser professor de química de l'Escola d'Enginyers Industrials en Gijón durant els cursos 1857 a 1860. Com a conseqüència del tancament d'aquesta Escola es va desplaçar a Barcelona, sent nomenat aquell any professor de la mateixa assignatura en la re-inauguració de l'Escola Industrial de Barcelona, tasca que va realitzar gairebé fins a la seva mort. Es va especialitzar en agricultura, adquirint gran prestigi i publicant nombrosos treballs. En 1867 va instal·lar-hi un laboratori d'anàlisi agrícola.
Luis Justo i Villanueva va ser el primer president de l'Associació d'Enginyers Industrials de Barcelona, el 1863.
Va dur a terme una part important de la seva tasca divulgativa, docent, investigadora i assessora dins de l'Institut Agrícola Català de Sant Isidre, entre 1861 i 1876. El seu ingrés com a soci de mèrit i director del laboratori va servir d'inici a la seva destacada aportació a l'agricultura catalana. Fruit d'aquesta tasca, se'l reconeix unànimement com el desenvolupador i impulsor del cava català, introduint el mètode francès de la segona fermentació en ampolla i produint una extensa obra tècnic-científica sobre aquesta. Un altre dels seus objectius fou la defensa de crear vins específicament catalans, amb la identitat pròpia de la terra, i no meres imitacions dels d'altres regions vinícoles. Sota el seu guiatge van donar fruit els primers intents d'elaborar cava autòcton iniciats el 1850. La majoria dels primers cellerers van seguir els seus consells en els cursos agrícoles de l'Institut Sant Isidre.
Després de la presentació de cava català en l'Exposició Universal del 1867, i la comercialització de l'anomenat xampany de Reus, en la reunió de l'Institut Sant Isidre de 1872 hi va participar Josep Raventós i Fatjó, de la masia de can Codorníu, i que acabaria sent decisió en l'expansió del cava. El 1865, Agustí Vilaret i Centrich, un indià procedent de Cuba el pare del qual havia estat forner a Blanes, va tornar a la seva terra i va fundar les caves Mont-Ferrant, dedicant-les anys més tard a la producció de vins escumosos, i va encarregar la direcció del seu producte al mateix Justo i Villanueva, qui va aconseguir una producció de 10.000 ampolles el 1877 i 12.000 al següent any.
La seva altra important aportació per al sector agrari català va ser el desenvolupament dels primers abonaments químics compostos espanyols, a més d'altres avanços.
El 1863 va fundar i va dirigir la primera fàbrica d'abonaments artificials, amb seu al barri de Santa Eulàlia de L'Hospitalet de Llobregat. El seu producte "adobs complets per a la producció de plantes; carn seca per a abonament; sang seca; ossos calcinats i polvoritzats". Justo y Villanueva va saber valorar la necessitat de nutrients de les plantes, identificar fonts d'obtenció d'aquests nutrients i desenvolupar un producte fiable, de qualitat constant, en la línia dels preconitzats per l'actual agricultura d'avantguarda.
Entre altres treballs es pot consultar a tall d'exemple un Manual del Tintorero, de 1866. És un compendi de diferents obres de diversos autors, en la que la seva aportació és definitiva. És un exemple més de l'aplicació de tècniques industrials aplicables a petita escala per a la millora d'una activitat econòmica tradicional
L'Institut Agrícola va crear el Laboratori de Química Agrícola el 1867 i va nomenar director a Luis Justo, que per llavors era Soci d'Honor de la Institució. El nou laboratori va introduir la pasteurització en els elaborats de productes agraris.
La seva dedicació a l'agricultura catalana va continuar fins a 1875. Un any abans, el 1874, l'Ajuntament de Madrid li va encarregar un estudi sobre les aigües residuals madrilenyes i la seva possible aplicació agrícola. La manca d'instal·lacions el van obligar a fraccionar la feina en diferents etapes. L'any 1877 va demanar una excedència de la seva plaça d'enginyer per poder dedicar-s'hi amb més profunditat. L'any 1879 va dimitir del seu càrrec com a professor de l'Escola Industrial per posar-se al capdavant del laboratori o Inspecció Municipal de Madrid. Afectat des de feia temps per una malaltia, va morir a la seva ciutat natal el dia 31 de gener de 1880 a la primerenca edat de 46 anys.